# Coma (fortaleza)
Coma (em grego: Χῶμα) foi uma fortaleza bizantina na Anatólia central, que desempenhou um papel importante na luta contra os turcos seljúcidas no final dos séculos XI-XII. A fortaleza de Sublaio, localizada nas proximidades, que foi reconstruída pelo imperador Manuel I Comneno (r. 1143–1180) em 1175, mas abandonada após a batalha de Miriocéfalo, costumada ser identificada pelos estudiosos anteriores como Coma.
homa estava localizada no vale superior do Rio Meandro, na Frígia. Após a batalha de Manzicerta, tornou-se um entreposto bizantino isolado cercado por territórios controlados pelos turcos. Suas tropas, os chamados comatenos (em grego: Χωματηνοί; romaniz.: chomatenoí), estiveram presentes nas campanhas de Nicéforo III (r. 1078–1081) e Aleixo I Comneno (r. 1081–1118). Devido a sua localização estratégica sobre uma das rodas principais do interior da Anatólia, tornou-se a principal base de operações das campanhas dos imperadores Comnenos para expulsar os turcos. No século XII, formou seu distrito próprio, o de "Coma e Capadócia, sob um toparca.
Coma permaneceu sob constante ameaça turca durante o século XII. O imperador Isaque II (r. 1185–1195, 1203–1204) a refortificou em 1193, e a renomeou Angelocastro (em grego: Ἀγγελόκαστρον; romaniz.: Angelokastron) em homenagem a sua dinastia. Coma finalmente caiu perante os turcos pouco depois da dissolução do Império Bizantino pela Quarta Cruzada em 1204.